# Love Boat Captain
Love Boat Captain è una canzone dei Pearl Jam, contenuta nell'album del 2002, Riot Act ed estratta come singolo nel 2003 esclusivamente per l'Australia, il Canada e l'Europa. La canzone è stata scritta da Eddie Vedder e il tastierista Boom Gaspar.

## Significato del testo
Love Boat Captain si riferisce alla tragedia del Roskilde del 2000, nei versi "Lost 9 friends we'll never know... 2 years ago today." Quando viene eseguita dal vivo la canzone subisce un cambio di testo che riflette il tempo che è passato dalla tragedia; nel 2006 per esempio il testo diceva "6 years ago today".
C'è anche un riferimento alla canzone dei Beatles All You Need Is Love con il verso "I know it's already been sung,...can't be said enough/Love is all you need,..all you need is love,..."
Parlando della canzone Vedder dichiarò:

## Video musicale
Un video musicale per la canzone fu registrato da James Frost al Chop Suey Club di Seattle nel settembre del 2002, ma fu pensato come una performance dal vivo anziché un video vero e proprio. Fu uno dei cinque video filmati al club per promuovere Riot Act; oltre questo, furono registrati video per "I Am Mine", "Save You", "Thumbing My Way" e "1/2 Full". Sino a quel momento, la band non aveva registrato video musicali dal 1998, ossia "Do the Evolution", che si presentava come un video animato.

## Formati e tracklist
- Compact Disc Single (Australia e Canada)
  1. "Love Boat Captain" (Boom Gaspar, Eddie Vedder) – 4:36
  2. "Love Boat Captain" (live) (Gaspar, Vedder) – 4:50
    - Registrata dal vivo a Seattle Washington il 6 dicembre 2002.

  3. "Other Side" (Jeff Ament) – 4:03
- Compact Disc Single (Europa)
  1. "Love Boat Captain" (Gaspar, Vedder) – 4:36
  2. "Other Side" (Ament) – 4:03
- Compact Disc Single (Enhanced) (Europa)
  1. "Love Boat Captain" (Gaspar, Vedder) – 4:36
  2. "Love Boat Captain" (live) (Gaspar, Vedder) – 4:50
    - Registrata dal vivo a Seattle Washington il 6 dicembre 2002.

  3. "Other Side" (Ament) – 4:03
  4. "Love Boat Captain" (video) – 4:43
    - Filmato al Chop Suey club di Seattle Washington.